# 1955年の航空
< 1955年
1954年の航空 - 1955年の航空 - 1956年の航空

## 航空に関する出来事
- 2月19日 - TWA航空のマーチン4-0-4が、ニューメキシコ州の山地に衝突し16人が死亡した。
- 2月26日 - ジョージ F. スミスが、マッハ 1.05で飛行中のノースアメリカン F-100 スーパーセイバーから脱出、超音速で射出されて生還した初のパイロットとなった。
- 3月10日 - パキスタン国際航空が設立された。
- 3月20日 - アメリカン航空のコンベア240がミズーリ州、スプリングフィールドに進入中に墜落、乗員・乗客35人中13人が死亡した。
- 3月22日 - アメリカ海軍のダグラス R6D-1(DC-6)がホノルル付近に墜落し66人が死亡した。
- 4月1日 - 第二次世界大戦後、禁止されていたドイツの飛行が解除され、ルフトハンザ航空が再建され、運航を再開された。
- 4月11日 - エア・インディアのロッキード L-749A コンステレーション「カシミール・プリンセス」号が周恩来を暗殺する目的で国民党の工作員に爆破され16人が死亡した。（カシミールプリンセス号爆破事件）
- 5月 - オーストリア空軍が再建された。
- 5月20日 - 東京国際空港（羽田空港）の先代のターミナルビルが開館。
- 6月28日 - Jean Moireが標高 4,807 mのモンブランの頂上にベル 47で着陸した。

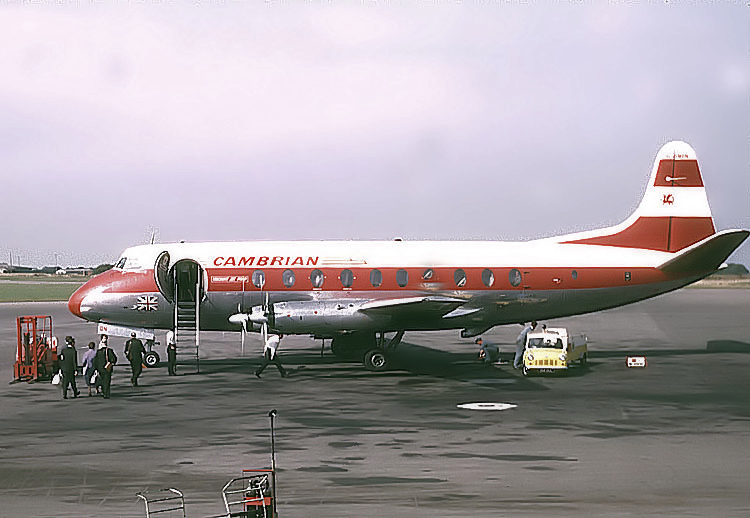
ヴィッカース バイカウント

- 7月26日 - キャピタル航空がヴィッカース バイカウントを導入し、イギリス製の旅客機を導入した最初のアメリカの航空会社となった。
- 7月27日 - イスラエルの国営航空であるエル・アル航空のロッキード コンステレーションがブルガリア空軍のMiG-15に撃墜され 58人が死亡した。 （エル・アル航空機撃墜事件）
- 8月10日 - アメリカ空軍の2機のフェアチャイルド C-119G フライング・ボックスカーが西ドイツのEdelweilerで空中衝突して墜落し計66人が死亡した。
- 8月29日 - イングリッシュ・エレクトリック キャンベラが20,079 mの高度記録を樹立した。
- 9月3日 - 193 km/hで滑走中のグロスター ミーティアから J. S.フェアフィルドが射出座席で脱出し、地上からの最初の射出脱出となった。
- 10月6日 - ユナイテッド航空のダグラス DC-4がワイオミング州の Medicine Bow山地に墜落し66人が死亡した。 （ユナイテッド航空409便墜落事故）
- 10月10日 - 軽空母サイパンから発進したヘリコプターがメキシコのタンピコの水害被害にあった住民の救助に活躍した。
- 10月16日 - ボーイング707の原型機、ボーイング 367-80が3時間58分でアメリカ大陸横断飛行を行った。
- 11月1日 - ユナイテッド航空のダグラス DC-6が、母親の保険金を狙って、ジャック・ギルバート・グラハムの仕掛けた爆弾で爆破され、58人が死亡した。 （ユナイテッド航空629便爆破事件）
- 11月22日 - Tu-16がソビエト最初の水素爆弾RDS-37の投下実験を行った。
- 12月1日 - 航空自衛隊にアメリカからの供与のF-86を装備した航空団（後の第1航空団）が浜松に編成された。
- 12月4日 - 航空機メーカー、マーティンの創始者、グレン・マーティンが没した。
- 12月15日 - イギリス空軍のデハビランド モスキートが最後の作戦飛行を行った。
- 12月21日 -　ルフトハンザドイツ航空系列のチャーター便会社、コンドル航空が設立された。

## 1955年に初飛行した機体の画像

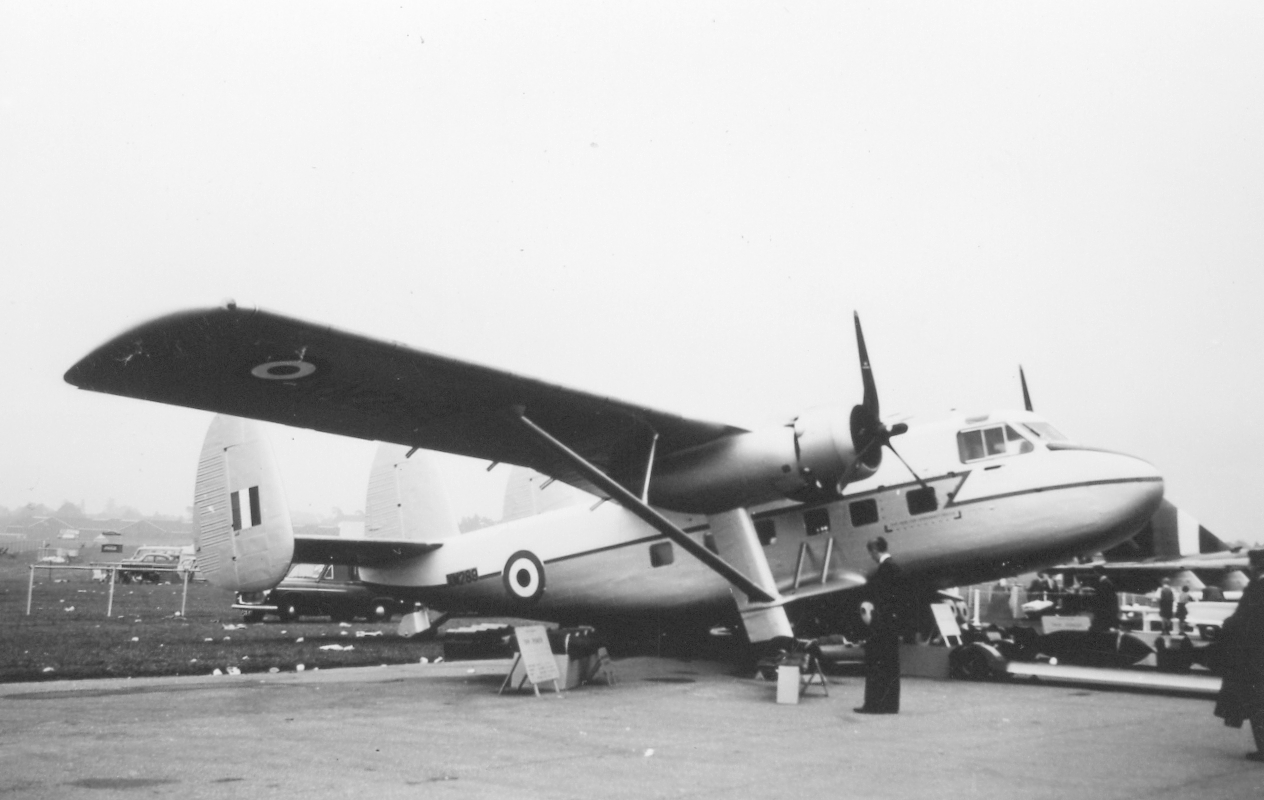
スコティッシュ・アビエーション ツインパイオニア （6月25日）
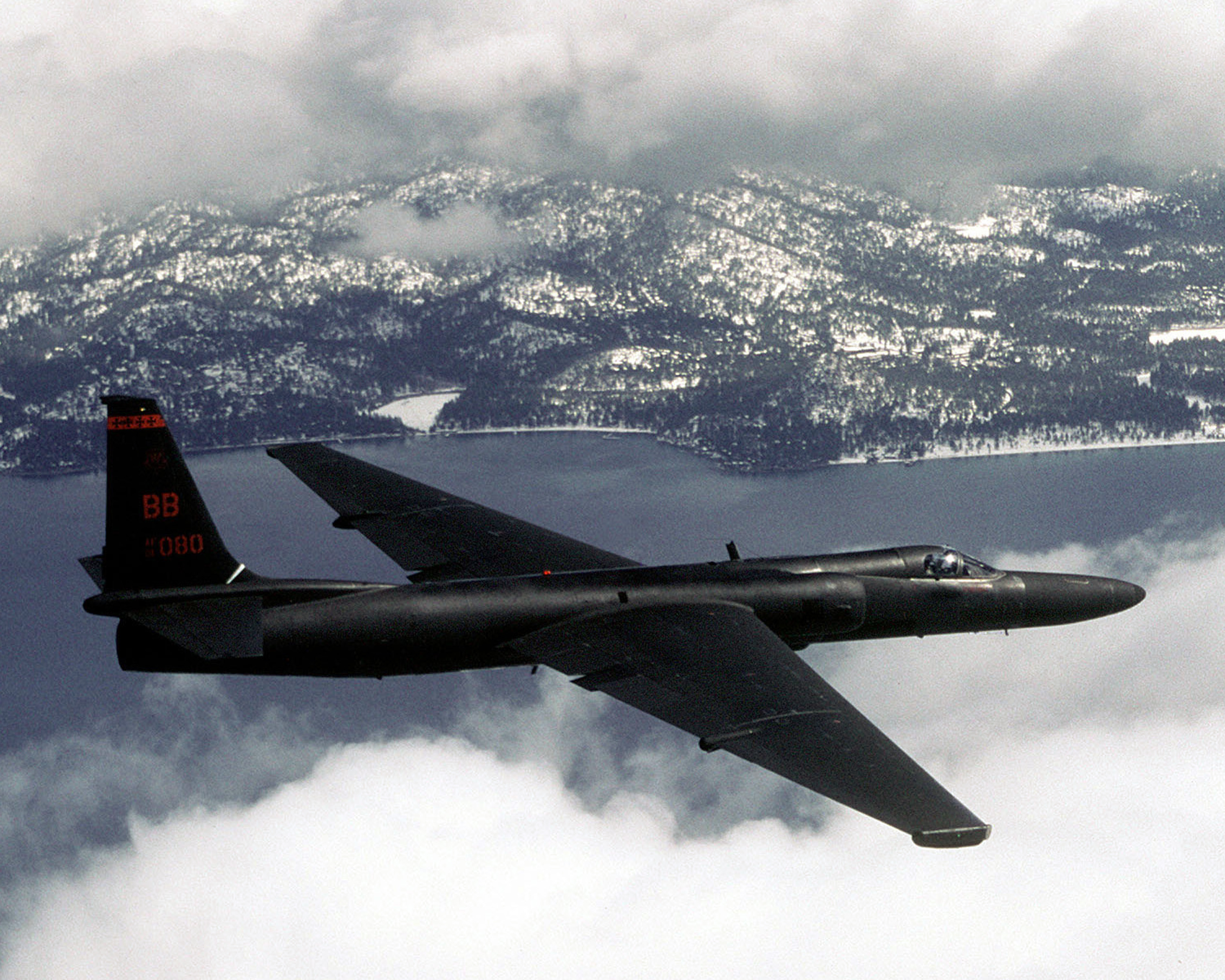
U-2 （8月1日）
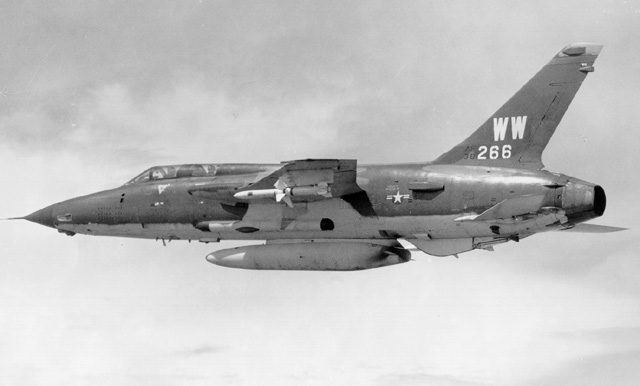
F-105 （10月22日）
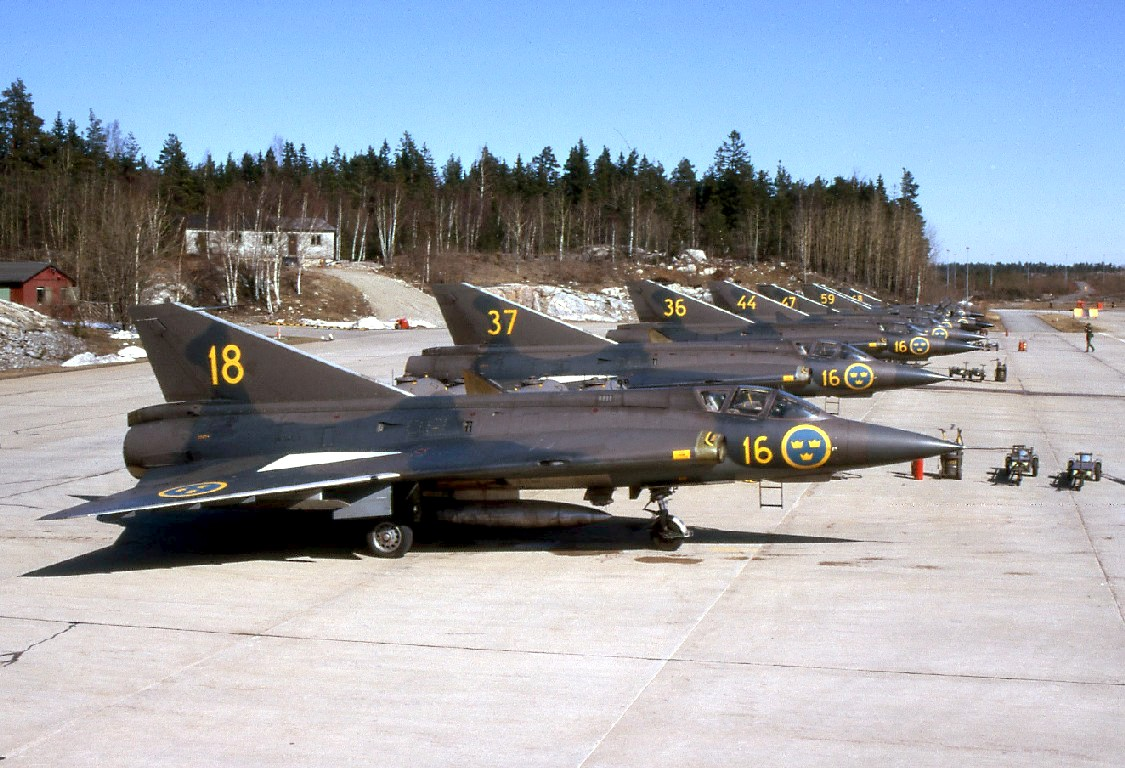
サーブ 35 ドラケン （10月25日）

## 航空に関する賞の受賞者
- ハーモン・トロフィー：ジョン・カニンガム、ジャクリーヌ・オリオール、ジョン・A・ミルズ
- FAI・ゴールド・エア・メダル：モーリス・ユレル
- イギリス飛行クラブ金賞：ジョン・カニンガム